# Fogo de Chão (restaurante)
A Fogo de Chão é uma rede brasileira de churrascarias estilo rodízio fundada em 1979 pelos irmãos Arri e Jair Coser juntamente com Jorge e Aleixo Ongaratto. A rede de restaurantes é especializada na culinária do sul do Brasil, servindo principalmente churrasco e acompanhamentos tradicionais. Estabelecida pela primeira vez na cidade brasileira de Porto Alegre, a rede tem mais de 70 unidades no Brasil, nos Estados Unidos (incluindo Porto Rico), na Arábia Saudita, nos Emirados Árabes Unidos e no México a partir de 2023.

## Descrição
O nome Fogo de Chão se refere ao método tradicional gaúcho de assar carnes em fogo aberto. Eles oferecem uma “experiência completa de churrasco”, que inclui porções contínuas de carne bovina, cordeiro, porco, frango e outras carnes assadas no fogo, bem como um buffet ou serviço à la carte.
Os restaurantes geralmente estão localizados em áreas metropolitanas movimentadas no Brasil e nos Estados Unidos. Os restaurantes medem, em média, 980 m2 e geralmente consistem em assentos no restaurante, um buffet de saladas (o “Market Table”) e um bar (chamado de “Bar Fogo”).
O local no centro de Manhattan é um restaurante emblemático com três níveis, medindo 1.500 m2 (16.000 pés quadrados), com áreas de jantar privadas e semiprivadas para eventos especiais.
O design dos locais é considerado “aconchegante e contemporâneo, porém atemporal, com o objetivo de realmente aprimorar a experiência dos clientes”. O restaurante vem reformando restaurantes mais antigos para que correspondam à nova estética de design em toda a rede.
Além do serviço de restaurante no local, a empresa começou a oferecer serviço de entrega de seus itens alimentares mais populares. Agora estão disponíveis serviços de coleta, entrega e serviço completo de bufê nas instalações do cliente.

## História
Os fundadores da Fogo de Chão, Arri e Jair Coser, cresceram em uma fazenda tradicional do sul do Brasil, na Serra Gaúcha. Foi lá que eles aprenderam a cozinhar na tradição do churrasco. Os irmãos fundadores deixaram o interior do Rio Grande do Sul e viajaram para o Rio de Janeiro e São Paulo para receber treinamento formal, enquanto desenvolviam o conceito Fogo.Jorge e Aleixo Ongaratto, cofundadores da Fogo de Chão, também cresceram na região montanhosa do Rio Grande do Sul, em fazendas vizinhas. Desde cedo, aprenderam as técnicas do churrasco gaúcho e, mais tarde, trabalharam como garçons e auxiliares em diversas churrascarias no Rio de Janeiro, aprimorando seus conhecimentos na arte do churrasco tradicional. Juntos, os quatro combinaram suas experiências e visões para abrir o primeiro restaurante Fogo de Chão, uma estrutura simples de madeira em Porto Alegre, seguido por um segundo restaurante em São Paulo.Como Arri Coser disse ao escritor paulista Rafael Tonon, os turistas que visitavam o restaurante de São Paulo o incentivaram a abrir um restaurante no estilo churrascaria no exterior.
Em 1997, os Coser abriram sua primeira filial nos Estados Unidos em Addison, Texas. Entre 1997 e 2020, o restaurante continuou sua expansão global, com 57 restaurantes nos Estados Unidos, Brasil, México e Oriente Médio. A empresa anunciou planos para um maior crescimento em todo o mundo.

## Propriedade
A empresa brasileira de private equity, GP Investments, fez seu investimento inicial na Fogo de Chão em 2006 e vendeu suas ações para a empresa americana de private equity Thomas H. Lee Partners em 2012. Em 20 de abril de 2015, a empresa entrou com um pedido de oferta pública inicial na bolsa de valores NASDAQ. Ela foi negociada lá sob o símbolo FOGO até 5 de abril de 2018, quando foi adquirida pela Rhône Capital. Em agosto de 2023, a Bain Capital adquiriu a rede de restaurantes por um valor informado de US$ 1,1 bilhão.

## Outras atividades
Em abril de 2019, a HerdX, empresa de agrotecnologia sediada em Boerne, Texas, anunciou que faria uma parceria com a Fogo de Chão para usar a tecnologia blockchain e a marcação digital para rastrear a procedência da carne bovina que a Fogo de Chão serve em seus restaurantes - permitindo que os clientes, que podem escanear um QR code gerado pela HerdX, saibam o nome e a localização da fazenda que criou o gado. A HerdX concluiu recentemente um projeto semelhante com remessas da United Parcel Service de carne bovina criada em fazendas do Texas para o Japão.
Durante a pandemia da COVID-19, os restaurantes Fogo de Chão em Troy, Michigan, e São Francisco, e em outras cidades, trabalharam com a organização sem fins lucrativos No Kid Hungry para doar refeições a famílias carentes, hospitais e outras instituições.

## Na mídia popular
O Fogo de Chão foi mencionado na série original da Amazon, The Boys, Temporada 1, episódio 2.
No vídeo Epic Rap Battles of History, sexta temporada, Vlad the Impaler vs Count Dracula, Vlad menciona o Fogo de Chão em seu primeiro verso de rap.